# Rafael Osuna
Rafael Osuna Herrera (15 de septiembre de 1938 - 4 de junio de 1969), apodado cariñosamente "El Pelón", fue un jugador de tenis mexicano. Se destacó en los años 1960 cuando llegó a ser campeón del US National Singles Championships. 

## Biografía
Rafael "Pelón" Osuna nació el 15 de septiembre de 1938, desde pequeño destacó en los deportes A los 10 años de edad se convierte en el campeón más joven de toda la historia del Campeonato Nacional de Tenis de Mesa al ganar el Campeonato de Dobles (en compañía del Lic. Alfredo Ramos Uriarte) en 1948. Del 48 al 52 figuró entre los mejores 10 clasificados en singles en la categoría abierta. Además de jugar a fútbol soccer, es el jugador más joven en participar en la Liga Mayor de Basquetbol de México y fue convocado a formar parte del equipo nacional para los Juegos Panamericanos. A los 16 años decidió dedicarse al tenis, en el cual pulió su estilo durante su estancia en la Universidad del Sur de California USC, donde se graduó en 1963 en Administración de Empresas.
Su apodo lo ganó a los 10 años, cuando en Veracruz esperando a su papá salir de las oficinas se fue a rapar porque tenía mucho calor, de ahí en adelante todos lo llamaron cariñosamente el Pelón.

## Torneos de Grand Slam

### Campeón Individuales (1)
| Año  | Torneo                            | Oponente en la final | Resultado   |
| 1963 | US National Singles Championships | Frank Froehling      | 7-5 6-4 6-2 |

### Campeón Dobles (3)
| Año  | Torneo                            | Pareja          | Oponentes en la final             | Resultado             |
| 1960 | Wimbledon                         | Dennis Ralston  | Mike Davies Bobby Wilson          | 7-5 6-3 10-8          |
| 1962 | US National Doubles Championships | Antonio Palafox | Chuck McKinley Dennis Ralston     | 6-4 10-12 1-6 9-7 6-3 |
| 1963 | Wimbledon                         | Antonio Palafox | Jean-Claude Barclay Pierre Darmon | 4-6 6-2 6-2 6-2       |

### Finalista Dobles (2)
| Año  | Torneo                            | Pareja          | Oponentes en la final         | Resultado            |
| 1961 | US National Doubles Championships | Antonio Palafox | Chuck McKinley Dennis Ralston | 3-6 4-6 6-2 11-13    |
| 1963 | US National Doubles Championships | Antonio Palafox | Chuck McKinley Dennis Ralston | 7-9 6-4 7-5 3-6 9-11 |

## Juegos Olímpicos (Demostración)

### Campeón Dobles (1)
| Año  | Torneo         | Pareja          | Oponentes en la final       |
| 1968 | JO México 1968 | Vicente Zarazúa | Manuel Santana Juan Gisbert |

### 4º Lugar
| Año  | Torneo         | Oponente en la final |
| 1968 | JO México 1968 | Herbert Fitzgibbon   |

## Juegos Olímpicos (Exhibición)

### Campeón Individuales
| Año  | Torneo         | Oponente en la final |
| 1968 | JO México 1968 | Ingo Buding          |

### Campeón Dobles (1)
| Año  | Torneo         | Pareja          | Oponentes en la final           |
| 1968 | JO México 1968 | Vicente Zarazúa | Pierre Darmon Joaquín Loyo Mayo |

- Desde 1924 hasta 1988 el tenis salió del programa oficial de los Juegos Olímpicos, pero en 1968 y 1984 el tenis fue tomado en cuenta como deporte de exhibición y/o demostración, por lo que las medallas conseguidas no se tomaban en cuenta.

## Palmarés
- El segundo mexicano que ha ganado un torneo de Grand Slam en la modalidad de individuales. Conquistó el Campeonato Nacional de Estados Unidos de América  en Singles en 1963. El primero fue John H. Doeg, de Guaymas, Sonora, en 1930. Solamente tres latinoamericanos lo han logrado siendo Osuna el primero, seguido por los argentinos Guillermo Vilas (1977) y Juan Martín del Potro (2009).
- Primer Mexicano en ganar un campeonato de Wimbledon (Dobles 1960) y único Mexicano en ganarlo en dos ocasiones (Dobles 1963).
- Junto con Antonio Palafox, son los únicos Mexicanos que han ganado el Campeonato Nacional de Estados Unidos de América en dobles (1962).
- En 1962 siendo la columna del equipo Copa Davis, del cual formó parte once años, encabezó al único equipo Mexicano que ha avanzado hasta la gran final de la Copa Davis. Esta victoria coloca a México como el primer país latinoamericano en llegar a una final.[1]
- Su última participación antes de fallecer fue la única victoria de México sobre Australia en donde obtuvo la victoria en dobles y sencillos. En ese entonces Australia ostentaba 17 campeonatos Copa Davis.
- Campeonato Nacional de canchas duras de Estados Unidos, individuales 1962 y dobles 1969.
- Campeonato Nacional Intercolegial NCAA de E.U.A. individuales 1962, dobles 1961, 1962 y 1963, por equipos 1962 y 1963.
- Ganador de la única medalla de oro en tenis en juegos olímpicos.  Dobles/V. Zarazúa. México 68.
- Representando a México en la Copa Davis es el jugador que más victorias ha conseguido (42).
- A los 10 años de edad se convierte en el campeón más joven de toda la historia del Campeonato Nacional de Tenis de Mesa al ganar el Campeonato de Dobles (en compañía del Lic. Alfredo Ramos Uriarte) en 1948.[cita requerida] Del 48 al 52 figuró entre los mejores 10 clasificados en individuales en la categoría abierta.[cita requerida]

## Muerte
Osuna perdió la vida a los 30 años de edad, cuando el avión en el que viajaba de la ciudad de  Monterrey, Nuevo León, al Aeropuerto Internacional de la Ciudad de México (el vuelo 704 de Mexicana de Aviación) se estrelló en el llamado Pico Zorros o Tres Picos en la Sierra del Fraile entre el municipio de Abasolo y El Carmen, a unos 30 kilómetros al norte de la ciudad de Monterrey.

## Homenajes póstumos
- Apenas a dos meses de su muerte, durante el US OPEN 1969 se declara el 28 de agosto de 1969 como el Día de Rafael Osuna. Todo el torneo es tapizado únicamente con pósteres de Osuna.
- La Asociación Intercolegial de Tenis NCAA de E.U.A. entrega a partir de 1969 en sus campeonatos nacionales, por primera vez desde los comienzos del tenis en 1881, el trofeo con el nombre de “Rafael Osuna Sportsmanship Award” (equivalente al “Heisman Trophy” del  futbol americano) al deportista más destacado, haciendo hincapié en la excelencia no solo técnica sino humana. Los criterios para seleccionar al ganador son tres: 1. Excelencia competitiva.  2. Deportivismo, caballerosidad y buenos modales. 3. Su contribución al tenis.
- En 1969 el Centro Deportivo Chapultepec, catedral del tenis mexicano y casa de la gran mayoría de la historia del tenis en México, nombra a su estadio “Rafael Osuna”.
- En 1970 el Sr. Joseph F. Cullman, Presidente Honorario del Salón de la Fama del Tenis Internacional, presentó al rector de la Universidad Nacional Autónoma de México UNAM, Ing. Javier Barros Sierra, diez becas con el nombre de Rafael Osuna para estudiantes mexicanos destacados.
- En 1972 con la finalidad de estrechar los lazos de amistad y colaboración entre estos dos países y honrar la memoria del único tenista en ganar el Campeonato Nacional de Estados Unidos y el Campeonato Nacional de México en individuales, se establece la “Copa Osuna” la cual es disputada anualmente entre los equipos representativos de los E.U.A. y México. Este evento es el torneo internacional, ininterrumpido, más antiguo de México y es el único evento que cuenta con el aval de la Federación Mexicana de Tenis y la USTA de los E.U.A.
- El 14 de julio de 1979, el Salón de la Fama del Tenis Internacional lo consagra permanentemente en la historia del deporte blanco al distinguirlo con el nombramiento de miembro de honor, lo que confirma su grandeza tenística. Hasta la fecha es el único mexicano distinguido con este honor.
- En 1979 el expresidente de México José López Portillo y Pacheco, develó la estatua que erigió el Instituto Mexicano del Deporte en homenaje al mejor tenista de la historia del tenis Mexicano. Dicha estatua engalana la rotonda de la plaza de abanderamientos del Comité Olímpico Mexicano.
- Miembro Fundador, en 1983, del Salón de la Fama del tenis Intercolegial de la NCAA, con sede en Athens, Georgia,  y se selecciona a Osuna entre los 10 campeones de “Excelencia NCAA” de todos los tiempos para formar parte del primer grupo a ingresar a dicho Salón de la Fama.
- En 1990 la Señora Elena Osuna de Belmar publica la biografía  “Rafael Osuna Sonata en Set Mayor”. Como premio a la veracidad de la información que contiene, así como a la calidad del libro en si, el libro es premiado al ser incluido en los museos del Salón de la Fama del Tenis Internacional, Wimbledon, USTA y en la Rotonda de la biblioteca de la Universidad del Sur de California por mencionar algunos. Dicha edición es de colección y consta solamente de 2,000 ejemplares.
- Rafael Osuna fue distinguido como el deportista del siglo XX en la disciplina del Tenis en Nov. de 2000. El presidente Constitucional de los Estados Unidos Mexicanos, C. Dr. Ernesto Zedillo Ponce de León, entregó personalmente, como homenaje a las máximas figuras del deporte de México, el reconocimiento a los deportistas mexicanos más destacados del siglo XX que emitió la Secretaría de Educación Pública.
- El 14 de octubre de 2006, Rafael Osuna fue distinguido al ser el primer mexicano seleccionado para ingresar al Salón de la Fama de la Universidad del Sur de California, alma mater de la mayoría de los mejores jugadores de tenis de México.
- El día 5 de mayo de 2007 Rafael Osuna ingresa al Salón de la Fama de la Universidad del Sur de California.
- El 6 de diciembre de 2007, se instituyó, dentro del programa de excelencia Fulbright, la Beca Académica “Fulbright-García Robles-Rafael Osuna con un valor de UScy $ 100,000.00 (Cien mil dólares moneda en curso de los E.U.A.). Esta beca será administrada por la Comisión México – Estados Unidos de América para el intercambio Educativo y Cultural (COMEXUS) y con la aportación de recursos por la compañía En línea Career Center OCC Mundial.